# Richard Trevithick

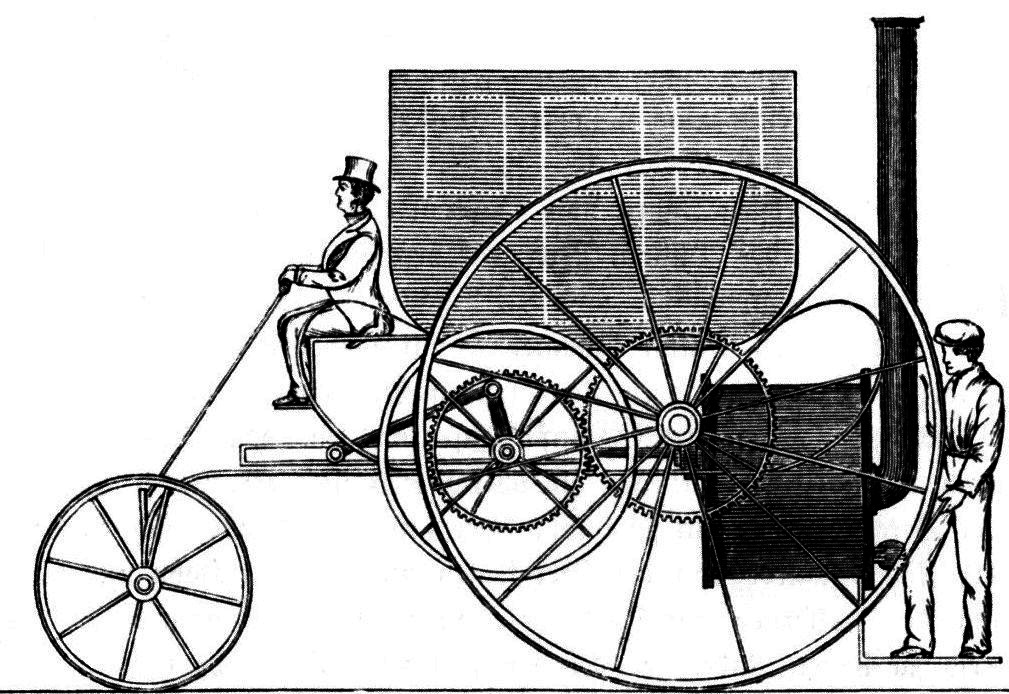
Powóz konstrukcji Trevithicka z 1803 roku

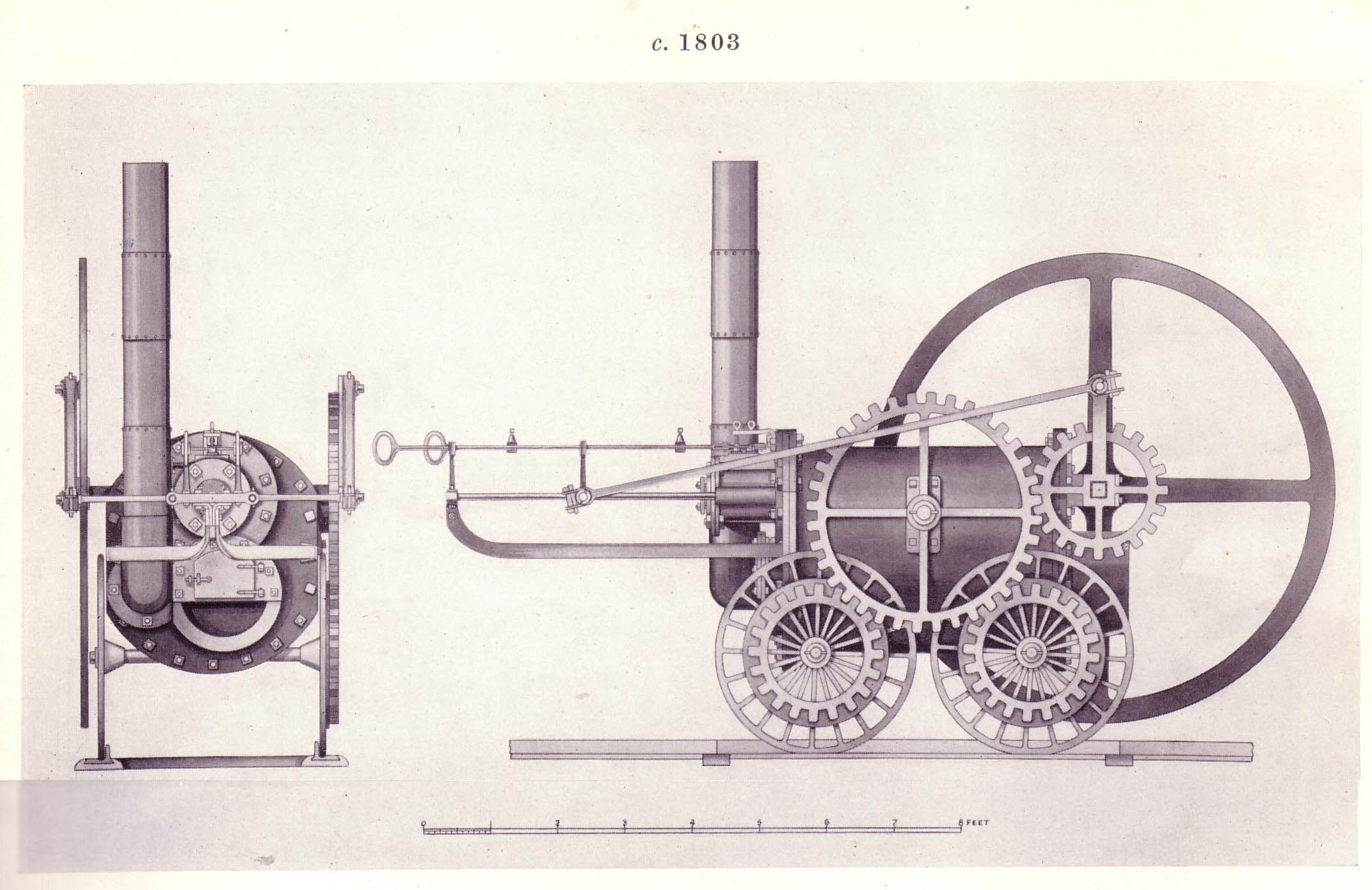
Pierwowzór lokomotywy parowej skonstruowanej przez Trevithicka

Richard Trevithick (ur. 13 kwietnia 1771 w Illogan, Kornwalia, zm. 22 kwietnia 1833 w Dartford, Kent) – brytyjski inżynier i wynalazca, mechanik i konstruktor, pionier kolei i napędu parowego pojazdów.

## Życiorys
W 1801 w Camborne skonstruował pierwszy parowy silnik wysokociśnieniowy, który zastosował w samobieżnym powozie parowym. Demonstracja jego jazdy z pasażerami w wigilię Bożego Narodzenia w grudniu 1801 roku uważana jest za pierwszy pokaz środka transportu o napędzie parowym (wcześniej skonstruowany parowy ciągnik Cugnota nie przewoził ludzi ani ładunku). Przez nieuwagę obsługi, pojazd ten następnie spłonął razem z budynkiem, w którym był przechowywany, zyskując w ten sposób imię „Puffing Devil”. Trevithick zajmował się następnie głównie budową stacjonarnych silników parowych dla zakładów przemysłowych. W 1803 roku zbudował nowy powóz parowy, na 12 pasażerów, który zademonstrował na ulicach Londynu. Przed 1804 rokiem zbudował parowóz (Penydarren), na bazie swojego silnika pracującego w kopalni Penydarren. 21 lutego 1804 parowozem, ciągnąc pociąg o masie 25 t, z 70 pasażerami, przebył 16 km z huty Penydarren w Merthyr Tydfil do Abercynon w 4 godziny 5 minut. W 1807 roku zaprojektował tunel komunikacyjny pod Tamizą, następnie dźwig parowy, młot parowy i pływający parowy dok. W 1808 w pobliżu londyńskiego placu Euston zbudował tor w kształcie koła, po którym za 1 szylinga przez 4 tygodnie możliwy był przejazd wagonem ciągnietym przez lokomotywę "Catch-me-who-can" ("Niech mnie złapie, kto potrafi"; jej replika znajduje się na ekspozycji w National Railway Museum). W kolejnych latach dokonał wielu dalszych inwencji: m.in. założył pierwszą przemysłową linię kolejową (południowa Walia), zastosował napęd parowy w rolnictwie, dokonał wynalazków w dziedzinie żeglugi, zbudował maszyny parowe dla górnictwa.
W 1816 roku wyemigrował do Peru, gdzie budował maszyny napędzające pompy w kopalniach srebra. Walczył też przez pewien czas w powstańczej armii Simona Bolivara, a następnie pracował w Kostaryce. Utraciwszy majątek, w 1827 roku powrócił do Wielkiej Brytanii. Jego dalsze projekty również nie przynosiły mu powodzenia. Pod koniec życia pracował w zakładach w Dartford. Zmarł na zapalenie płuc 22 kwietnia 1833 w hotelu, w biedzie, i został pochowany w nieoznaczonym grobie na cmentarzu dla biedoty.
Dopiero wiele lat po śmierci postać Trevithicka doczekała się uznania, w 1932 roku odsłonięto jego pomnik w Londynie, powstały też upamiętniające go tablice, m.in. na miejscu dawnego cmentarza.